# Sherin Khankan
Sherin Khankan (ur. 1974) – duńska działaczka feministyczna oraz imamka, z wykształcenia socjolożka religii na uniwersytetach w Damaszku i w Kopenhadze, imamka powstałego w 2016 r. meczetu Mariam w Kopenhadze – pierwszego w Europie meczetu dla kobiet.
W 2016 r. znalazła się na liście BBC stu najbardziej wpływowych pionierek, w 2019 r. bohaterka filmu dokumentalnego Marie Skovgaard Reformatorka islamu. 